# Józef Piłsudskistadion
Het Józef Piłsudskistadion (ook bekend als Stadion Cracovia) is een multifunctioneel stadion in Krakau, een stad in Polen. 
De naam van het stadion komt van Józef Piłsudski (1867-1935), hij was een Pools militair en staatsman. In het stadion is plaats voor 15.016 toeschouwers. Het stadion werd geopend in 2010.
Het stadion wordt vooral gebruikt voor voetbalwedstrijden, de voetbalclub KS Cracovia maakt gebruik van dit stadion. Verder vonden er ook enkele internationale wedstrijden plaats. Op 9 oktober 2016 werd in dit stadion de kwalificatiewedstrijd voor het wereldkampioenschap voetbal tussen Oekraïne en Kosovo plaats. Het Kosovaars elftal mocht het land Oekraïne niet in vanwege het niet erkennen van de reisdocumenten.
Ook was dit stadion een van de stadions die werden gebruikt op het Europees kampioenschap voetbal onder 21 van 2017. Er werden drie groepswedstrijden, de halve finale en de finale gespeeld.